# Lalande-de-Pomerol
Lalande-de-Pomerol é uma comuna francesa na região administrativa da Nova Aquitânia, no departamento da Gironda. Estende-se por uma área de 8,22 km². Em 2010 a comuna tinha 671 habitantes (densidade: 81,6 hab./km²).